# Pygmocrates lissopeda
Pygmocrates lissopeda is een vlinder uit de familie van de Urodidae. De wetenschappelijke naam van de soort is voor het eerst geldig gepubliceerd in 1932 door Meyrick.